# II-59
Die II-59 (bulgarisch Републикански път ІІ-59 Republikanski pat II-59, „Republikstraße II-59“) ist eine Hauptstraße (zweiter Ordnung) in Bulgarien.

## Verlauf
Die Straße zweigt von der Straße I-5 südlich von Kardschali (bulgarisch Кърджали) nach Südosten ab und führt über Momtschilgrad (bulgarisch Момчилград) und Swesdel (Звездел) nach Krumowgrad (bulgarisch Крумовград). Von dort setzt sie sich durch die Rhodopen nach Osten über den Irantepe-Rücken nach Popsko (Попско) fort und erreicht schließlich Iwajlowgrad (bulgarisch Ивайловград) im äußersten Südosten Bulgariens. Nach Norden verbindet die Straße III-597 mit der Stadt Ljubimez an der Hauptstraße I-8. Von Iwajlowgrad führt die Straße noch weiter bis zur Grenze zwischen Bulgarien und Griechenland bei Slawejewo (derzeit kein Grenzübergang).